# 577883 Yelenametyolkina
577883 Yelenametyolkina este o planetă minoră (asteroid) din centura de asteroizi. A fost descoperită pe 30 august 2009 la  de . 
Obiectul prezintă o orbită caracterizată de o semiaxă mare de 2,5572457976805 UAi, o excentricitate de 0,059566831436385, o înclinație de 21,838851625765 ° în raport cu ecliptica.